# State of Decay 2
State of Decay 2 — відеогра з відкритим ігровим світом в жанрі виживання серед зомбі, розроблена Undead Labs і опублікована компанією Microsoft Studios. Це продовження відеогри "State of Decay" 2013 року.  В попередніх анонсах зазначалося, що відкритий світ в грі буде "більш небезпечним і більш непередбачуваним".  Гра побачила світ 22 травня 2018 року для Windows і Xbox One. 

## Ігровий процес

Зомбі атакують гравця State of Decay 2, який пересувається автомобілем.

State of Decay 2 - це гра в жанрі виживання серед зомбі, геймплей якої відбувається з точки зору третьої особи.  Гра містить відкрите ігрове середовище та особливості кооперативного геймплею включно до трьох гравців.  Як і в оригіналі 2013 року, в State of Decay 2 ви займаєтесь тим, що керуєте провінційною спільнотою в переповненими зомбі Сполучених Штатах: облаштовуєте садиби, засіюєте поля, встановлюєте сторожові вежі тощо. 
На початку гри гравці обирають свого персонажа з асортименту випадково створених осіб. Як і в попередній грі, персонажі мають унікальні навички та риси (мають певну спеціалізацію), але в State of Decay 2 ці персонажі набагато різноманітніші. Наприклад, система навичок з попередньої гри була значно розширена, пропонуючи більше можливостей та шляхів для рольової гри. Ви керуєте ними по одинці, перемикаючись довільно на іншого, з можливістю заручитися іншим персонажем, як супровідником чи вантажним мулом. Залишаючись вдома, персонажі зцілюються, відновлюються від втоми і відбивають чисельні рейди зомбі; також вони розкривають безкінечні побічні місії та турбуються щодо базових об'єктів чи запасів, що впливає на загальний рівень моралі у громаді. Якщо моральний дух занадто низький, то ваші вцілілі можуть сперечатися один з одним або навіть піднятися й піти геть, в першу чергу від нестачі їжі. Очищення зараження - це досить простий спосіб підвищити моральний рівень, якщо у вас виникла проблема з ресурсами. 
Здебільшого, загальний геймплей залишається подібним до оригінальної гри, проте ігровий простір тут втричі більший, що, безсумнівно, вимагає  більшого часу для обходу та розвідки SOD2.  Одна з перших речей, які ви виконуєте в State of Decay 2 - це створення домашньої бази, спочатку в покинутому будинку, а пізніше в більшому, більш цікавому місці, як то торговий центр або тематичний парк. 
Щоб допомогти вашій спільноті вижити, вам доведеться подбати про вашу базу! Ви будете витрачати свій час на зачищення, пошук та торгівлю з іншими вцілілими, виконуючи бажання вашої громади, і нарешті - руйнуючи Чумні серця. 
Серед нових функцій - це можливість призначити лідера, який задає основний напрямок гри - наприклад, допомогу кожній іншій людській групі, з якою ви зустрінетесь, або становиться регіональним воєначальником. Ще одна нова фішка - це можливість конфліктів з іншими анклавами (що вцілили), які займають власні садиби. Озброєні вогнепальною зброєю та предметами для зцілення - ворожі чужаки є більшою загрозою, ніж більшість зомбі, особливо після заходу сонця. 
Новим доповненням до SOD2 є особливий вид Чумного зомбі, якого породжують Чумні серця. Як виходить з назви, такі зомбі можуть вас вкусити і перетворити на одного з них. Але, на щастя, вони досить слабкі щоб мати з ними справу - тож просто стріляйте їм у голову кілька разів, як й іншим зомбі. Чумні серця, з іншого боку, більш небезпечні. Області навколо них повні чумних зомбі. Щоб їх знищити потрібно мати певну  кількість вибухівки або вогню, тому переконайтеся, що ви маєте відповідний запас. 
В грі присутнє водіння. Ви можете стрибати в машину і збивати зомбі. Іноді у вас немає іншого вибору. Автомобілі також корисні, для гри у кооперативі, яка, зазвичай, передбачає переміщення з місця на місце, атаки зомбі та збирання речей. 
Отже, в цілому, State of Decay 2 це RPG в стилі пісочниці, де ви виконуєте динамічні квести, коли люди закликають до допомоги, і ви складете свою історію так, як вам більше подобається. 

## Сюжет
State of Decay 2, як сиквел, пропонує велику гру в постапокаліптичному світі зомбі, що знаходиться в уявному місті США. Світ розділений на три різні мапи, кожна з яких має власні налаштування та розташування. Гравець бере на себе роль процесуально згенерованого персонажа, і поступово набирає нових членів команди, формуючи власну громаду, що бореться за виживання серед орд зомбі.

## Розробка
Про розробку гри State of Decay 2, студії Undead Labs  для Microsoft на платформі Xbox, було оголошено на брифінгу E3 ще 13 червня 2016 року.  На Е3 2017 року Microsoft оголосила про дату виходу гри, встановлену на весну 2018 року ексклюзивно для платформ Xbox One і Windows 10.  При створенні SOD2 використовувався більш сучасний рушій Unreal Engine 4, що врешті вплинуло на час релізу сиквелу.  Було зазначено, що гра пропонує великий відкритий ігровий світ в жанрі виживання серед зомбі, який є: "більш небезпечним і більш непередбачуваним", – згідно з заявою засновника студії Джеффа Стріна.  "Є багато чудових ігор про зомбі, але унікальність в State of Decay 2 є те, що він дійсно охоплює цей аспект фантазії виживання. Мова йде не про те, щоб поставити вас у ситуацію, коли вам потрібно стріляти заради виживання. Мова про те, щоб надати вам певні інструменти для прийняття рішення – як саме ви хочете вижити".
Зазначалося, що гра буде  доступна безкоштовно для всіх абонентів Xbox Game Pass, як і всі майбутні ігри від Microsoft Studios. 

## Оцінки
| Агрегатор  | Оцінка                    |
| ---------- | ------------------------- |
| Metacritic | (PC) 69/100 (XONE) 67/100 |

| Видання                   | Оцінка |
| ------------------------- | ------ |
| Destructoid               | 8/10   |
| Electronic Gaming Monthly | 7.5/10 |
| Game Informer             | 6.5/10 |
| GameRevolution            | [ 20 ] |
| GameSpot                  | 5/10   |
| GamesRadar+               | [ 22 ] |
| IGN                       | 7.5/10 |
| PC Gamer (США)            | 74/100 |
| VideoGamer.com            | 6/10   |

State of Decay 2 отримали "змішані або середні" відгуки, за даними огляду агрегатора відеоігор Metacritic.  
Алессандро Барбоса з GameSpot  оцінив State of Decay 2 на 5/10, захоплюючись приємним боєм, але вказав на слабкості в системах виживання та велику кількість помилок. Йому здавалося, що " State of Decay 2 іноді подає себе як надто реальне уявлення про мирську реальність, що випливає з виживання серед зомбі-апокаліпсису ".  Дену Стейплтону з IGN також не сподобались помилки в грі та недоробки, особливо керування в стилі настільних ігор. Проте він високо оцінив бій, назвавши його "простим, але задовольняючим", а також різноманітність зомбі та постійним страхом завжди померти. Його оцінка гри 7,5 / 10. 

## Продажі
25 травня 2018 року Microsoft оголосила про появу більше 1 мільйона гравців з моменту випуску гри,  а 4 червня 2018 року ця позначка перевищила 2 мільйони гравців.  28 червня 2018 року з’явилось оголошення про те, що аудиторія State of Decay 2 перевищила 3 мільйони гравців. 